# Pseudostomatella martini
Pseudostomatella martini là một loài ốc biển, là động vật thân mềm chân bụng sống ở biển thuộc họ Trochidae, họ ốc đụn.

## Miêu tả
Loài này có kích thước giữa 5 mm and 20 mm

## Phân bố
Chúng phân bố ở seas along Philippines.

## Hình ảnh

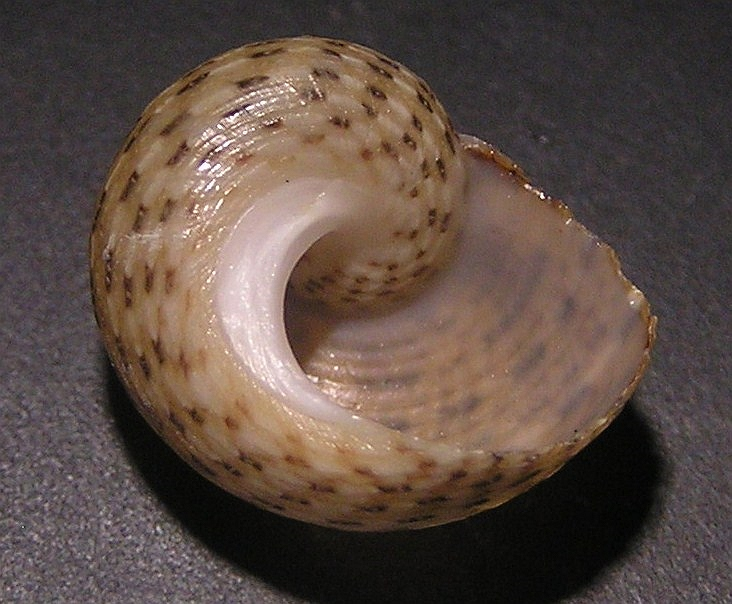
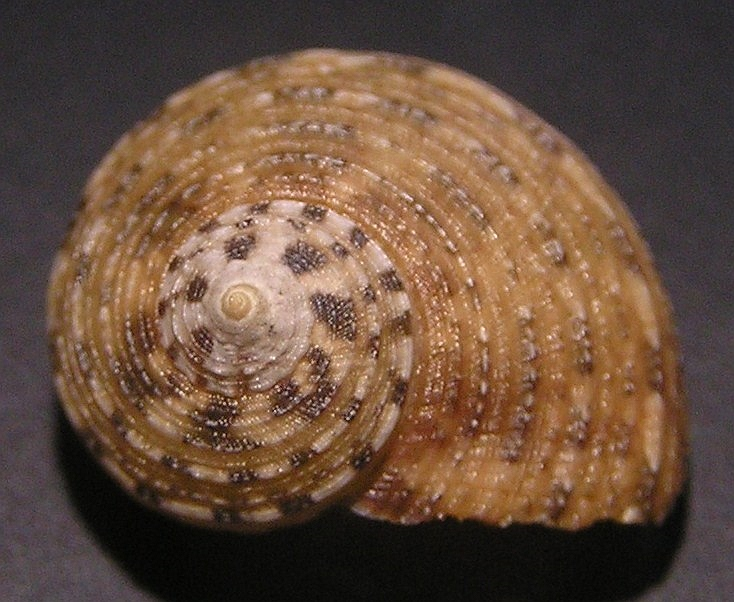
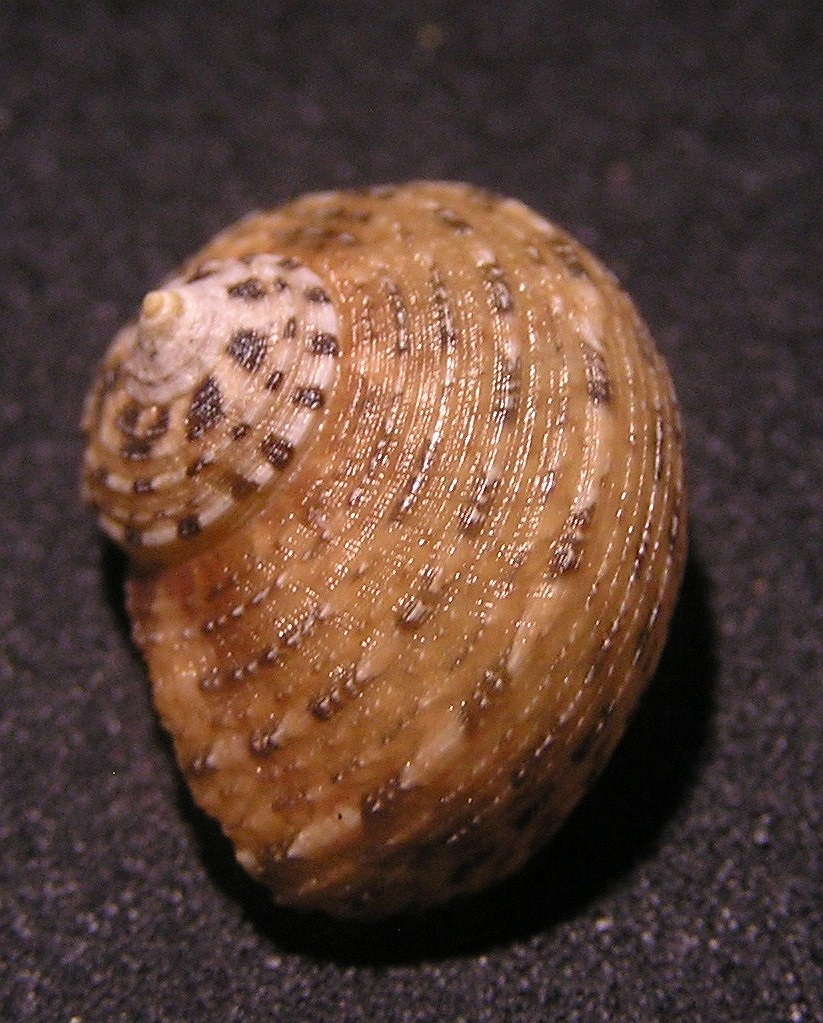